# Lord Folter
Lord Folter, bürgerlich Julian Wachendorf (* 2. Januar 1992; † 17. Februar 2023) war ein deutscher Rapper, Lyriker und bildender Künstler. Er war Gründungsmitglied des Kollektivs Nyati sowie des Labels Babygroove.

## Werdegang
Julian Wachendorf wuchs in Hennef bei Bonn auf. Im Jahr 2013 zog er für ein Kunststudium nach Düsseldorf.
Trotz guter Resonanzen zu Ausstellungen seiner Werke im Bereich Malerei und Performance-Kunst, wandte sich Wachendorf nach den ersten Semestern an der Kunstakademie Düsseldorf zunehmend seiner Karriere als Rapper und Musiker unter dem Pseudonym Lord Folter zu.
Im März 2015 erschien die EP Brach zum kostenlosen Download auf Bandcamp.
Die Texte des Rappers waren laut eigener Aussage bereits von Beginn an geprägt von den Lyrikern der Romantik. Wachendorf, der neben seinem Studium als Buchhändler tätig war, verfasste neben Songs auch Gedichte und diverse Notizen.
Im Herbst 2015 gründete er gemeinsam mit musikalischen Weggefährten wie dem Produzenten Omaure das Kollektiv und Label Nyati. Die darüber erschienene Single Sand in der Lunge, gemeinsam mit Rapper Nick Mitdemkopf und Produzent Tusken, wurde zu einem Erfolg in der deutschen LoFi Rap-Szene. Mit dem Album Rouge manifestierte Wachendorf 2017 auf Beats von Philanthrope und Flitz&Suppe seinen einzigartigen Rapstil.
Im Laufe seines Schaffens veröffentlichte Lord Folter fünf Solo- und zwei Kollaboalben, sowie ein Instrumental Release als DJIDL (Der Jüngling in der Landschaft). Daneben ist er als Featuregast auf diversen Projekten befreundeter Rapper wie AzudemSK oder Audio88 zu hören.
Ab dem Album 1992day waren zunehmend auch eigene Produktionen von Wachendorf, der sich autodidaktisch Gitarre und Produktions-Software beibrachte, auf seinen Werken zu hören. Außerdem wurden nun neben Produzenten vermehrt auch Gastmusiker wie Bassist Malte Huck oder Gitarrist Christopher Annen von AnnenMayKantereit in den Entstehungsprozess mit einbezogen. Kurz nach Release wurde 1992day zum „Album der Woche“ im Magazin Juice ernannt. Im Oktober 2020 performte Wachendorf die Titel des Albums erstmals live in einem online übertragenen Studiokonzert im Rahmen der C/o pop, da eine geplante Tour aufgrund der Corona-Pandemie ausblieb.
Im Sommer 2021 gründete Wachendorf mit Freunden das Label Babygroove. Die darüber veröffentlichte Musik befindet sich im Vertrieb von Cargo Records.
Ende 2021 wurde Wachendorf nach einem Krampfanfall ein bösartiger Hirntumor diagnostiziert. Während des Genesungsprozesses nach der darauf folgenden OP, stellte er im August 2022 das Album Farce fertig. Anfang Februar 2023 erschien die EP Wir Werden Sehen mit Sänger Lebsanft.
Am 17. Februar 2023 verstarb Julian Wachendorf im Alter von 31 Jahren nach kurzem Aufenthalt in einem Hospiz.

## Diskografie
Soloalben
- 2015: Brach EP (Not on Label, Digital)
- 2017: Brach (HHV/Nyati)
- 2017: Rouge (HHV/Nyati)
- 2018: Haut (HHV/Nyati)
- 2020: 1992day (HHV/Nyati)
- 2022: Farce (Babygroove/Cargo Records)

Als DJIDL
- 2020: Babygroove (HHV/Nyati)

Singles
- 2015: Sand in der Lunge (Vinyl Digital/Nyati)
- 2021: Tote Tiere (Babygroove/Cargo Records)

Kollaboalben
- 2016:  Nachtalb (mit Joe Space, Vinyl Digital/COTA)
- 2023: Wir Werden Sehen (mit Lebsanft, Babygroove/Cargo Records)

Gastbeiträge
- 2019: Still not giving a Single und Steine werfen auf Blessed in Dreck von AzudemSK
- 2019: Apfel auf Fleischwolf von Audio88
- 2021: Hundeleben auf Kalt von Nick Mitdemkopf und AK420
- 2022: Cyborgs auf Nachts über Asphalt von Hypnotize
- 2023: Naiv mit Young Meyerlack und Florida Juicy auf der Coach 2 von Torky Tork